# بده در راه خدا
بده در راه خدا فیلمی به کارگردانی رضا صفایی و نویسندگی مهدی سهیلی محصول سال ۱۳۵۰ است.

## خلاصه داستان
عوض علی مرد ثروتمند و خسیسی است که دخترش فریده به ناصر، شاگرد حجره اش، علاقه دارد. او بر اثر ضربه ای که به سرش می‌خورد حافظه اش را از دست می‌دهد و خانواده اش او را به شیراز می‌فرستند. اتوبوسی که عوض علی در آن سوار است به دره سقوط می‌کند و او جان به در می‌برد و توسط روستائیان مراقبت می‌شود. روزی فریده گدایی به نام رجب علی را که به پدرش شباهت دارد به خانه می‌برد و از او مراقبت می‌کند. رجب علی به خلاف عوض علی آدمی است دست و دل باز و خیر. در روستا سر عوض علی به سنگ می‌خورد و حافظه اش را بازمی‌یابد. او در عالم بی هوشی خود را در جهنم می‌بیند و متنبه می‌شود و سرانجام به خانه بازمی‌گردد و از رفتار رجب علی عبرت می‌گیرد…

## بازیگران
- تقی ظهوری
- علی میری
- کتایون
- تقی مختار
- محسن آراسته
- گیتی فروهر
- نوشین
- ایران قادری
- صابر آتشین
- لیلا بهاران
- رحیمی
- اکبر جنتی شیرازی
- محمدتقی کهنمویی
- اسماعیل شیرازی
- شاکری
- ذبیح‌الله ذبیح‌پور
- اژدر داوودی
- کریم
- عشقی
- آذر
- فرهاد حمیدی
- نیک ورز
- گیلدا صفایی